# Sebastian Currier
Sebastian Currier (Huntingdon, 16 de marzo de 1959) es un compositor estadounidense de música para grupos de cámara y orquestas . También fue profesor de música en la Universidad de Columbia de 1999 a 2007.

## Biografía
Currier nació en Huntingdon, Pensilvania, y se crio en Providence, Rhode Island, en una familia de músicos talentosos, incluido su hermano Nathan Currier , también un destacado compositor. Sebastian Currier se graduó en la Juilliard School y en la Manhattan School of Music. Sus primeras composiciones incluyen Crossfade, escrita para dos arpas , y Microsymph,  descrita como una "sinfonía de 30 minutos comprimida en 10 minutos".
En octubre de 2005, miembros de la Filarmónica de Berlín interpretaron toda una velada de sus obras, incluido el estreno de Remix.
Currier completó la orquestación de la Sinfonía n.° 2 de Stephen Albert, parte de la cual estaba inconclusa en el momento de la muerte de Albert. Posteriormente se grabó en Naxos Records junto con la Sinfonía n.° 1 Riverrun de Albert, que ganó un premio Pulitzer.
La violinista Anne-Sophie Mutter ha grabado Aftersong,  que el compositor le dedicó. El 2 de junio de 2011 también estrenó su Time Machines (compuesta en 2007 y reelaborada por el compositor en 2011) con el eslovaco Roman Patkoló al contrabajo y la Orquesta Filarmónica de Nueva York, dirigida por Alan Gilbert. Mutter también grabó la obra para Deutsche Grammophon en 2011. Su Concierto para piano fue estrenado en abril de 2007 por Emma Tahmizian.
Currier ha recibido un Premio Grawemeyer de composición musical , por Static , y un premio Distinguished Alumni Award 2010 de la Escuela de Música de Manhattan.
El 12 de marzo de 2013, el Instituto de Estudios Avanzados de Princeton anunció el nombramiento de Currier como Artista en Residencia, cuya estancia comenzó el 1 de julio de 2013.

## Premios
- 1992: Beca Guggenheim[5]
- 1994: Rome Prize
- 2005: Berlín Prize,  beca residencial en el Centro Hans Arnhold, otorgada por la Academia Americana en Berlín.
- 2007: Universidad de Louisville Premio Grawemeyer de composición musical por la obra Static para flauta, clarinete, violín, violonchelo y piano.[6] Static  es la segunda pieza ganadora del premio Grawemeyer que no requiere un director la otra es Piano Etudes de György Ligeti, que ganó el premio en 1986).
- 2016: Miembro de la Academia Estadounidense de las Artes y las Letras.